# Transilien U
Transilien lijn U is een lijn van de Transilien in de regio Île-de-France. Hij verbindt de stations La Défense en La Verrière zonder Parijs te bedienen. Deze lijn wordt geëxploiteerd door de SNCF, is 31 km lang, en kent 50.000 passagiers per dag.

## Exploitatie
De treinen op lijn U rijden over het algemeen een kwartiersdienstregeling in de spits, een halfuursdienstregeling daarbuiten. In de late avond en op zondag geldt er een uursdienstregeling. Een rit tussen de beide eindstations duurt 37 minuten. De lijn wordt niet geëxploiteerd tijdens de "Nuit Festive"-dienstregeling.
De dienstregeling wordt geëxploiteerd door zestien treinstellen Z 8800, tussen vijf uur 's ochtends en middernacht.

## Overzicht van de lijn

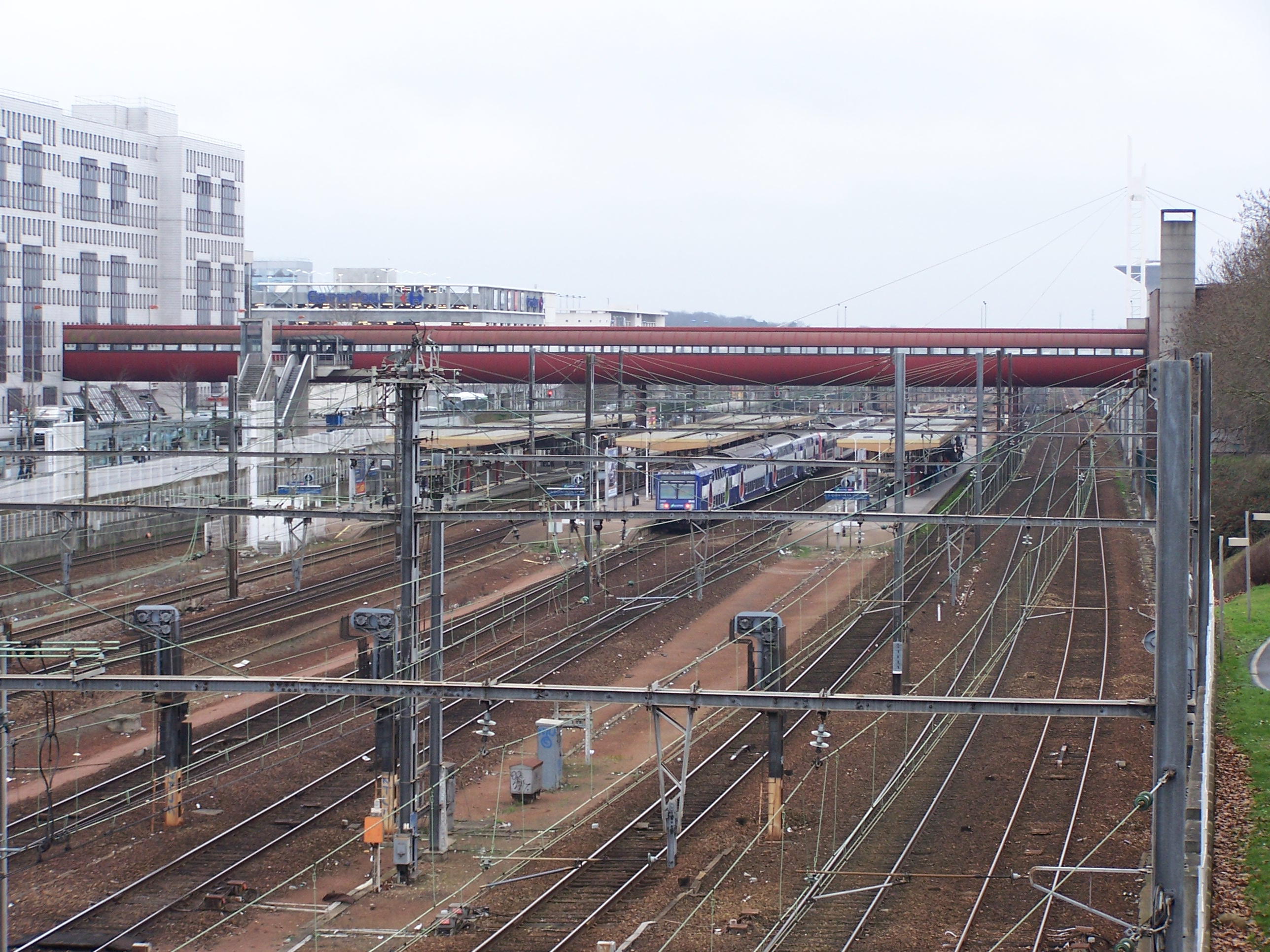
Station Saint-Quentin-en-Yvelines

De lijn heeft tien stations en verbindt de satellietstad Saint-Quentin-en-Yvelines (La Verrière - Trappes - Montigny-le-Bretonneux) en de zakenwijk La Défense:
| CONTg teal                           |                                           |  |  |
| KDSTa ruby · DST teal                | La Verrière                               |  |  |
| BHF ruby · BHF teal                  | Trappes                                   |  |  |
| DST ruby · DST teal · KDSTa yellow   | Saint-Quentin-en-Yvelines                 |  |  |
| BHF ruby · BHF teal · BHF yellow     | Saint-Cyr                                 |  |  |
| DST ruby · DST teal · DST yellow     | Versailles-Chantiers                      |  |  |
| STR ruby · CONTf teal · CONTf yellow | 1,5 Kv DC \| Paris-Montparnasse \| Parijs |  |  |
| STR ruby · {{{2}}} · {{{3}}}         |                                           |  |  |
| STR ruby · CONTg purple              | 25 Kv AC \| Versailles-Rive-Droite        |  |  |
| BHF ruby · BHF purple                | Chaville-Rive-Droite                      |  |  |
| BHF ruby · BHF purple                | Sèvres - Ville-d'Avray                    |  |  |
| BHF ruby · BHF purple                | Saint-Cloud                               |  |  |
| STR ruby · BHF purple                | Le Val d'Or                               |  |  |
| BHF ruby · BHF purple                | Suresnes-Mont-Valérien                    |  |  |
| DST ruby · DST purple                | Puteaux                                   |  |  |
| KDSTe ruby · DST purple              | La Défense                                |  |  |
| CONTf purple                         | Paris Saint-Lazare                        |  |  |
| {{{1}}} · {{{2}}} · {{{3}}}          |                                           |  |  |
| STRq ruby                            | Trans U                                   |  |  |
| STRq teal                            | Trans N                                   |  |  |
| STRq yellow                          | RER C                                     |  |  |
| STRq purple                          | Trans L                                   |  |  |

| Station     | Missie codes | Details                                                                       |
| ----------- | ------------ | ----------------------------------------------------------------------------- |
| La Défense  | DEFI         | De trein stopt op alle tussengelegen stations van La Verrière naar La Défense |
| La Verrière | VERI         | De trein stopt op alle tussengelegen stations van La Défense naar La Verrière |

| Metro:               | · (· · ) |
| Regionale trein:     | RER · Transilien ·                                                                                             |
| Tram:                | · |
| Busnetwerk:          | RATP · Optile · T Zen                                                                                          |
| Overige lijnen:      | Funiculaire de Montmartre · CDGVAL · Orlyval                                                                   |
| Projecten:           | Grand Paris Express · CDG Express · Téléval                                                                    |
| Relevante artikelen: | Vervoersbewijzen voor het openbaar vervoer in de regio Île-de-France · Syndicat des transports d'Île-de-France |

## Missienamen

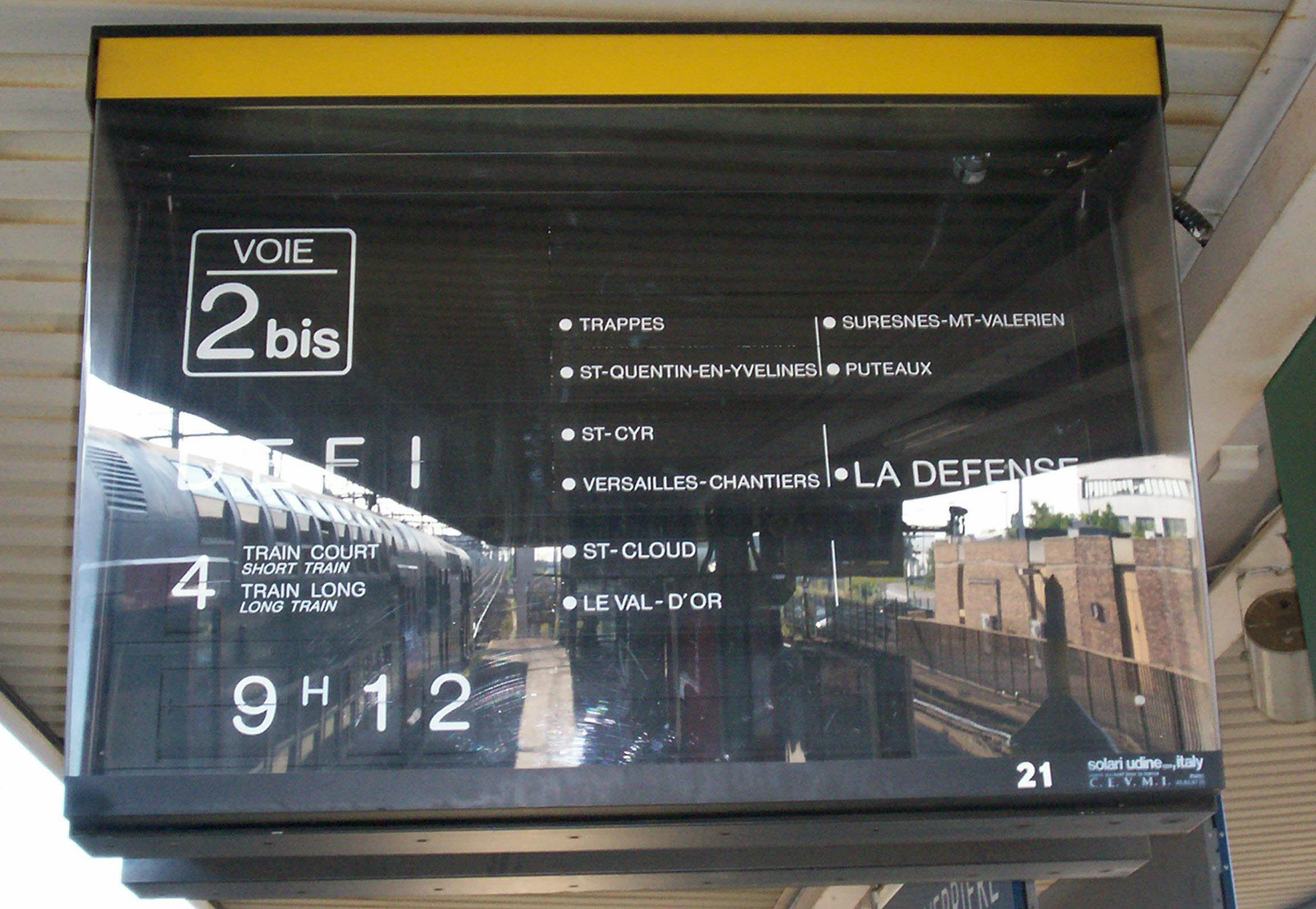
Een vertrekbord op het station La Verrière toont de missie DEFI

## Materieel

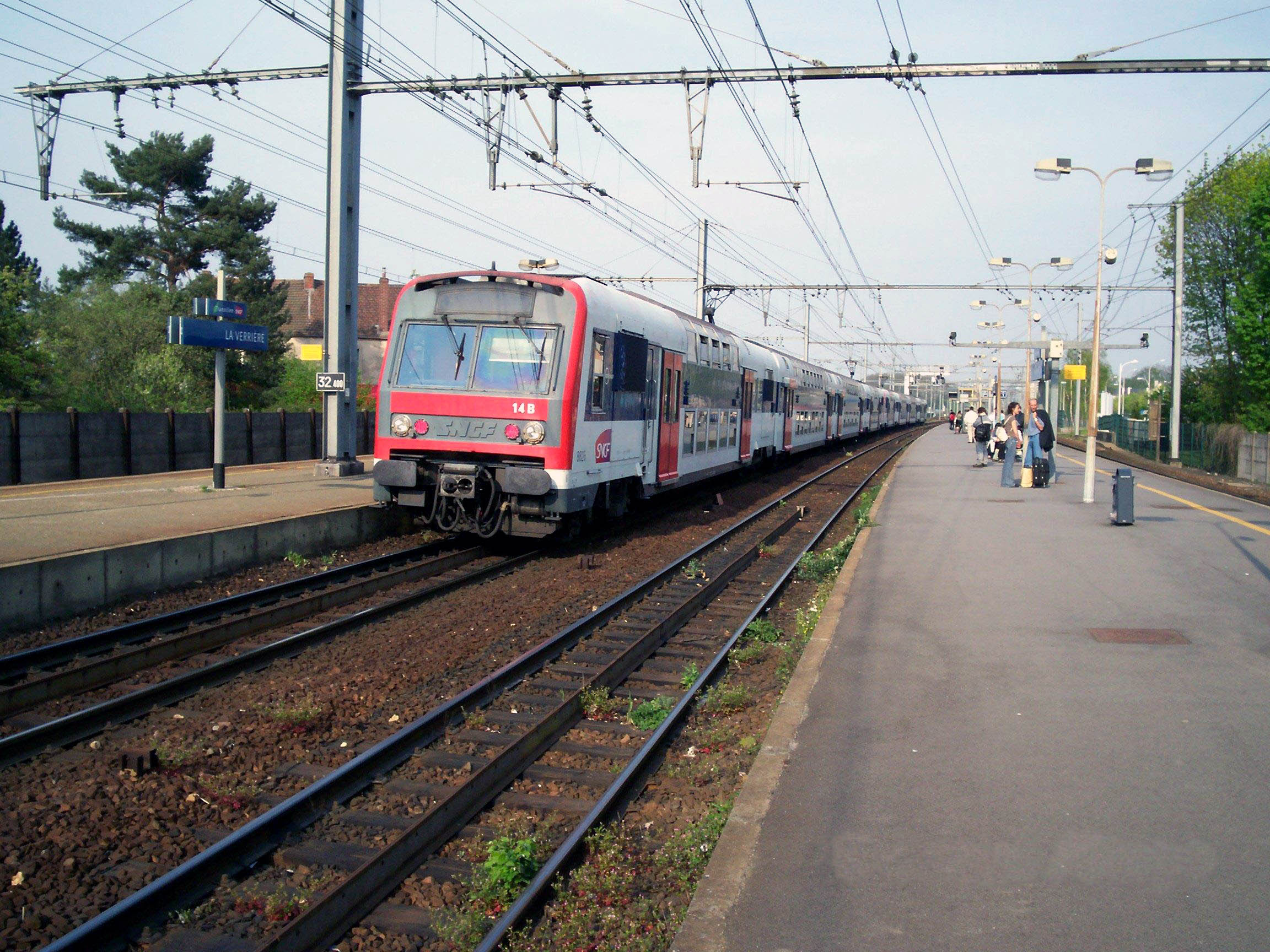
Een Z 8800 komt aan op het station La Verrière, om later de missie DEFI te gaan rijden.